# Sulfate de manganèse(II) tétrahydraté
 (août 2017).
Si vous disposez d'ouvrages ou d'articles de référence ou si vous connaissez des sites web de qualité traitant du thème abordé ici, merci de compléter l'article en donnant les références utiles à sa vérifiabilité et en les liant à la section « Notes et références ».
Le sulfate de manganèse (II) tétrahydraté est le corps chimique, composé ionique électriquement neutre du cation manganèse dit manganeux Mn2+ et de l'anion sulfate SO42− de formule MnSO4. 4 H2O. 

## Présentation
Il s'agit d'un solide cristallin de structure réticulaire monoclinique ou rhomboédrique, d'indice de réfraction voisin de 1,518.
Les minéralogistes familiers des zones évaporitiques le connaissent sous l'appellation de la variante fortement manganée rose du minéral monoclinique d'ilésite de formule générique (Mn,Zn,Fe)SO4. 4 H2O. En réalité, la mention d'ions zinc ou fer divalents n'indique que de fortes traces ou impuretés qui parviennent à colorer la structure cristallochimique en jaune et très souvent en vert.  
Ce sulfate de manganèse tétrahydraté, forme commerciale la plus commune du sulfate de manganèse hydraté, est un corps rose, stable à température ordinaire, principalement de 18 °C à 30 °C, de masse volumique avoisinant 2,107 g·cm-3 à 20 °C, soluble dans l'eau et insoluble dans l'alcool à 95° ou éthanol à 95 pour cent. 
La solubilité est de l'ordre de 136 g pour 100 g d'eau pure à 16 °C et de 169 g à 50 °C. 
Hydraté, il devient rose en libérant l'ion manganeux. La couleur rose pâle des sels de Mn(II) est très caractéristique.
Légèrement chauffé autour 40 °C pendant un temps suffisamment long, il se transforme en trihydrate en perdant une molécule d'eau. Refroidi vers 10 °C, il peut donner en présence de l'humidité de l'air le pentahydrate, plus stable dans ces conditions. 
Dans les milieux évaporitiques, aux gradients thermiques plus tranchés, la déshydratation forte laisse souvent de la smizkite ou monohydrate MnSO4. H2O. il faut noter que le trihydrate et le dihydrate sont vite instables, en dehors de leurs intervalles étroits de relative stabilité thermique qui se situent au laboratoire (milieu d'expérience ombré et calme, sans vent ni puissant rayonnement solaire ni secousses mécaniques structurelles) respectivement, entre 30 °C et 40 °C et entre 40 °C et 57 °C.
La perte de quatre molécules d'eau est quasiment immédiate à 450 °C.

## Production et utilisations
Il s'agit d'un corps hydraté, le substrat de préparation est souvent le sulfate de manganèse.
Ce sel est commun au laboratoire, servant par exemple de macroélément pour le milieu de Murashige et Skoog.